# Elatha
En la mitologia irlandesa, Elatha, Elotha, Elier o Elada (ortografia moderna: Ealadha) va ser un rei dels fomorians. Alguns textos el consideren espòs d'Ériu de la tribu Tuatha Dé Danann i pare de Bres, així com de Delbáeth, Ogma, Elloth (avi de Manannán mac Lir) i del Dagda. Les imatges que l'envolten suggereixen que alguna vegada podia haver estat un déu del sol o de la lluna.

## Història
No era un fomorià comú, sinó que era ros i bonic. Un dia, a la vora del mar, es va trobar amb Ériu, una deessa Tuatha Dé Danann, amb la qual va concebre un fill, Bres. Després d'això, Ériu va tornar amb els seus, però no va revelar a ningú la paternitat del nen.
Temps després, quan el seu fill va ser destituït com a rei, Bres al costat de la seva mare van anar a demanar-li ajuda, cosa que va provocar la segona batalla de Cath Maighe Tuireadh, en la qual els fomorians van ser derrotats i van haver d'abandonar Irlanda.